# Stipa illimanica
Stipa illimanica är en gräsart som beskrevs av Eduard Hackel. Stipa illimanica ingår i släktet fjädergrässläktet, och familjen gräs. Inga underarter finns listade i Catalogue of Life.